# Shonbeh
Shonbeh (farsi شُنبه) è una città dello shahrestān di Dashti, circoscrizione di Shonbeh e Tasuj, nella provincia di Bushehr. Aveva, nel 2006, una popolazione di 2.414 abitanti.